# سد وادي البقار
سد وادي البقار أو سد بقار هو أحد سدود منطقة تبوك الواقعة شمال المملكة العربية السعودية.

## نبذة
تم اعلان ترسة مشروع إنشاء سد بقار سنة 2017 و لتبلغ سعته التخزينية 1.800.000 متر مكعب بطول 286 مترا طوليا وارتفاع 15 مترا.

## أهداف إنشاء السد
انشىء السد بهدف حماية الممتلكات من الفيضانات و الشرب والزراعة و تعزيز المياه الجوفية.

## تكاليف السد الإجمالية
نُفذ سد البقار في مشروع مشترك تضمنت أربع سدود بالمنطقة وقد بلغت تكلفتها الإجمالية 63 مليوون ريال.

## وصلات خارجية
- الموقع الرسمي لوزارة المياه والكهرباء السعودية